# Bessie Shearlaw
Bessie Shearlaw (* um 1915, geborene Bessie M. Staples) war eine englische Badmintonspielerin. Sie heiratete James B. Shearlaw im 4. Quartal 1945.

## Karriere
Bessie M. Staples siegte 1939 im Mixed mit Ralph Nichols bei den All England. Nach dem Zweiten Weltkrieg gewann sie als Mrs. J. B. Shearlaw die Irish Open, Scottish Open und die schottischen Einzelmeisterschaften.

## Erfolge
| Saison | Veranstaltung                     | Disziplin   | Platz | Name                                    |
| ------ | --------------------------------- | ----------- | ----- | --------------------------------------- |
| 1939   | Denmark Open                      | Mixed       | 1     | Ralph Nichole / Bessie Staples          |
| 1939   | All England                       | Mixed       | 1     | Ralph C. F. Nichols / Bessie M. Staples |
| 1947   | Scottish Open                     | Mixed       | 1     | Ralph Nichols / J. B. Shearlaw          |
| 1947   | Scottish Open                     | Damendoppel | 1     | J. B. Shearlaw / C. B. Alison           |
| 1947   | Irish Open                        | Mixed       | 1     | Ralph Nichols / J. B. Shearlaw          |
| 1948   | Schottland: Einzelmeisterschaften | Damendoppel | 1     | J. B. Shearlaw / C. B. Alison           |